# SSX 3
SSX 3 es un videojuego de snowboarding publicado por Electronic Arts y desarrollado por EA Sports BIG, que fue lanzado a finales del 2003. Es la tercera instalación en la serie de juegos SSX, y está aprobado con THX.

## Personajes Principales
- Allegra Sauvagess
- Elise Riggs
- Griff Simmons
- Kaori Nishidake
- Mackenzie "Mac" Fraser
- Moby Jones
- Nate Logan
- Psymon Stark
- Viggo Rolig
- Zoe Payne

## Banda sonora
- Alpinestars - "Snow Patrol"
- Andy Hunter° - "Go"
- Aphrodite - "Wobble" (Stumped Up Mix)
- Audio Bullys - "We Don't Care" (edit)
- Autopilot Off - "Clockwork"
- Basement Jaxx - "Do Your Thing" (Jaxx Club Remix)
- Black Eyed Peas - "Labor Day (It's A Holiday)"
- Caesars - "Jerk It Out"
- The Chemical Brothers - "Leave Home"
- Dan the Automator & Q-Bert - "Bear Witness III"
- Deepsky - "Ride"
- Dilated Peoples - "Who's Who"
- The Faint - "Glass Danse" (Paul Oakenfold Remix)
- Fatboy Slim - "Don't Let The Man Get You Down"
- Felix da Housecat - "Silver Screen Shower Scene" (Static Revenger Mix)
- Finger Eleven - "Good Times"
- Fischerspooner - "Emerge" (Junkie XL Remix)
- Ima Robot - "A Is For Action"
- Jane's Addiction - "Hypersonic"
- John Morgan - "Buffet of Breaks"
- K-os - "Freeze"
- Kinky - "Más"
- MxPx - "Play It Loud"
- N.E.R.D - "Rock Star" (Jason Nevins' Club Blaster edit)
- Overseer - "Screw Up"
- Placebo - "The Bitter End"
- Powerplant - "Avalanche"
- Queens of the Stone Age - "No One Knows" (Unkle Remix)
- Red Hot Chili Peppers & X-ecutioners - "Higher Ground"
- Röyksopp - "Poor Leno (Silicon Soul Remix)"
- Swollen Members - "All Night"
- Swollen Members - "Deep End (Utah Saints Remix)"
- Thrice - "Stare At The Sun"
- X-ecutioners & Anikke Coleman - "Like This"
- Yellowcard - "Way Away" (del álbum Ocean Avenue)

- Datos: Q3460038